# Хартнелл, Уильям
Уи́льям Ха́ртнелл (англ. William Hartnell; 8 января 1908 — 23 апреля 1975) — английский актёр. В 1963—1966 годах он стал первым актёром, сыгравшим главную роль в популярном телесериале Доктор Кто.

## Биография

### Ранние годы
Уильям Хартнелл родился 8 января 1908 года в Лондоне. Детство провёл в Девоне вместе с родственниками своей матери. Хартнелл никогда не был близок с отцом (причём данных отца не было в свидетельстве рождения актёра).
Известно, что Хартнелл часто убегал из школы и совершал мелкие преступления. Тогда же, в детстве, он стал увлекаться верховой ездой. Его тренер Хью Блейкер впоследствии отдал Хартнелла в Государственную Транспортную Коллегию, но будущий актёр там долго не задержался. В 1925 году он пошёл в театр, где работал вместе с актёром Фрэнком Бенсоном.
Во время Второй мировой войны Хартнелл служил в танковом корпусе, получил ранение и вернулся к актёрской деятельности.

### Личная жизнь
В 1929 году Уильям Хартнелл женился на актрисе Хезер Макинтайр, с которой они вместе играли в спектакле «Узник мисс Элизабет». Они имели единственную дочь Хезер Энн Хартнелл и две внучки, одна из которых является автором единственной биографии актёра, которая называлась «Кто там?».

### Смерть
В начале 1970-х здоровье актёра начало ухудшаться. В декабре 1974 года он был госпитализирован на постоянной основе. В начале 1975 года Хартнелл перенёс множество инсультов, вызванные цереброваскулярными болезнями.
Известный актёр ушёл из жизни 23 апреля 1975 года в возрасте 67 лет во время сна из-за острой сердечной недостаточности. Он был кремирован, его прах покоится на кладбище города Роял Танбридж-Уэллс.

## Карьера

### Начало
Свою первую роль в театре Хартнелл получил в 1928 году в спектакле «Узник мисс Элизабет». В 1932 году получил роль в пьесе «Скажи это под музыку».
Впервые появился на киноэкране в 1947 году в фильме «Брайтонская скала». Потом были две «военных» роли — роль сержанта в первом фильме из серии «Carry On» и роль сержанта-майора Перси Баллимора в телесериале «Армейские игры». В 1963 году он сыграл одну из своих лучших ролей в фильме «Такова спортивная жизнь».

### Доктор Кто
В 1963 году телекомпания BBC начала новый научно-фантастический телесериал «Доктор Кто», которому суждено было стать одним из самых успешных проектов в истории телевидения. На главную роль был приглашен уже достаточно известный на тот момент актёр Уильям Хартнелл. Три года, в течение которых Хартнелл исполнял эту роль, принесли сериалу большую популярность. Однако у актёра было больное сердце, из-за чего съёмки часто приходилось переносить, и авторам сериала пришлось думать, как выйти из такого положения. Тогда Сидни Ньюмен придумал то, что помогло продолжить сериал до нашего времени: с приближением смерти Повелители Времени могут изменять тело. Таким образом, в 1966 году состоялась первая регенерация Доктора, и роль |получил Патрик Траутон. Хартнелл был согласен со мнением Ньюмана, что надо утвердить Траутона на эту роль.

### Возвращение к «Доктору Кто»
Роль Доктора стала наибольшей и в то же время последней ролью в его жизни. После ухода из сериала он не получал больше приглашений на съёмки, но в 1973 году ему удалось вернуться на съемочную площадку «Доктора Кто». Он снялся в специальном выпуске, посвященному десятилетию сериала — «Три Доктора». Однако плохое состояние здоровья помешало сыграть главную роль в данном специальном выпуске. Он появлялся в кадре на несколько минут, исключительно сидя, при этом читал текст своей роли с суфлёрских карт.
Ещё через 10 лет в спецвыпуске, посвященному двадцатилетию сериала — «Пять Докторов» роль Первого Доктора сыграл уже другой актёр — Ричард Харндол.
В документальном фильме «Приключение в пространстве и времени», в 12 серии 10 сезона «Падение Доктора» и в рождественском спецвыпуске 2017 года роль Первого Доктора сыграл — Дэвид Брэдли

## Фильмография
- 1942 — Дурак развлекается — Офицер на станции
- 1944 — Путь вперёд — Сержант Флэтчер
- 1945 — Убийство наоборот — Том Мастерик
- 1947 — Выбывший из игры — Бармен
- 1947 — Брайтонская скала — Даллоу
- 1947 — Гавань искушения — Джим Браун
- 1950 — Двойное признание — Чарли Донэм
- 1951 — Волшебный ящик — Сержант
- 1952 — Записки Пиквикского клуба — Извозчик
- 1952 — Неуловимый — Сэм Хэккетт
- 1955 — Шаги в тумане — Герберт Мосбай
- 1956 — Путь рядового — Сержант Саттон
- 1957 — Адские водители — Менеджер Картли
- 1957 — 1960 — Армейская игра — Сержант-майор Перси Буллимор
- 1958 — Так держать... Сержант — Сержант Гримшейв
- 1959 — Пожмите руку дьяволу — Сержант Дженкинс
- 1959 — Рёв мыши — Уилл Бакли
- 1963 — Небеса над нами — Майор Фоулер
- 1963 — Такова спортивная жизнь — агент «Папа» Джонсон
- 1963 — Весь мир в кармане — Папа
- 1963 — 1966 — Доктор Кто — Первый Доктор
- 1972 — Три Доктора, спецвыпуск к десятилетию сериала — Первый Доктор

### Видеоигры
- 2015 — Lego Dimensions — Первый Доктор, озвучка (через архивные записи BBC)

## Киновоплощения
- Ричард Харндалл — в серии «Пять Докторов», спецвыпуск к двадцатилетию сериала
- Дэвид Брэдли — «Приключение в пространстве и времени» (2013)